# Château Faraghi
Le château Faraghi, aussi appelé « villa Aigo Lindo », est une villa construite en 1937 à la pointe du cap Nègre, sur la commune du Lavandou dans le département français du Var en région Provence-Alpes-Côte d'Azur, et est l'une des 58 villas d'un lotissement fermé, « le Domaine du Cap-Nègre ».

## Histoire
La villa — qui compte quatorze chambres et qui repose sur un parc de 3,5 hectares, planté de cyprès, de citronniers et de plants de lin, donnant sur la mer,, — est une commande de l'ancien pilote de l'air André Faraggi (1897-1980),, président directeur général de l'Office général de l'air, ami de Marcel Dassault et d'Abel Chirac, directeur général de l'avionneur Potez, puis administrateur de la SNCAN (et père de Jacques Chirac). 
Les travaux de construction de cette grande villa méditerranéenne durent de 1934 à 1937. André Faraggi baptise dès lors sa nouvelle propriété « château » et la nomme, à partir de son nom, sous l'orthographe « Faraghi ». En 1971, il revend Château Faraghi à la famille Bruni Tedeschi, aujourd'hui la propriété de Marisa Bruni Tedeschi, veuve d'Alberto Bruni Tedeschi et mère de Carla Bruni-Sarkozy, et tient lieu de QG pour le clan familial, qui s'y retrouve régulièrement. Selon le souhait de Virginio Bruni, le fils décédé de Marisa et frère de Carla, la décoration n'a pas évolué et est la même depuis le premier propriétaire. 
Nicolas Sarkozy utilisa le Château Faraghi comme résidence estivale durant sa présidence, y recevant avec son épouse des personnalités politiques françaises (Jean-Louis Borloo, François Fillon, Bernard Kouchner, Nathalie Kosciusko-Morizet) comme internationales (Tony Blair, Saad Hariri, Rania de Jordanie), ainsi que des célébrités du show business (Bono, Leonardo DiCaprio, Naomi Campbell, Farida Khelfa, Julien Clerc, Louis Bertignac). Le domaine est temporairement interdit d'accès pour les touristes et les personnes se promenant sur le littoral, ce, durant le mandat de Nicolas Sarkozy.

## Sources et références
Notice no IA00130605, sur la plateforme ouverte du patrimoine, base Mérimée, ministère français de la Culture
1. ↑  Clément Mathieu, « Cap sur les vacances pour le couple Sarkozy », sur Paris Match, 4 août 2010 (consulté le 24 mars 2024).
2. ↑  Pascale Krémer, « Cap Nègre : l'autre crise de l'été de Sarkozy », Le Monde, 30 janvier 2009.
3. ↑  « Cap Nègre. Attention, chute de rochers milliardaires… (1/5) », sur L'Humanité, 16 août 2010 (consulté le 23 février 2024)
4. ↑  André Faraggi est le grand-père de la journaliste Faustine Bollaert.
5. ↑  « Faraggi (Jean-Marie, Philippe) », sur Who's who in France, 2003 (consulté le 23 février 2024), p. 745
6. ↑  Ministère des Affaires étrangères, Documents Diplomatiques Français : 1966 – Tome II, Peter Lang, 24 novembre 2006 (ISBN 9789052013213, ISSN 1377-8773, lire en ligne), p. 430
7. ↑  Julie Martin, « Carla Bruni, sa maison cachée et « difficile d’accès » au Cap Nègre », Le Journal de la maison,‎ 5 octobre 2023 (lire en ligne, consulté le 16 décembre 2023)
8. ↑  Fanny Guénon des Mesnards, « Carla Bruni : son château idyllique à flanc de falaise, au Cap Nègre », sur AD Magazine, 13 novembre 2023 (consulté le 23 février 2024)
9. ↑  Carla Bardelli, « Cap Nègre, le royaume caché des Bruni-Sarkozy », Vanity Fair n°5, novembre 2013, pages 110-119.